# 对开蕨
对开蕨（学名：Phyllitis scolopendrium），为铁角蕨科对开蕨属下的一个植物种。